# Acura Classic 2003
L'Acura Classic 2003 è stato un torneo di tennis giocato sul cemento. 
È stata la 25ª edizione del torneo di San Diego, che fa parte della categoria Tier II nell'ambito del WTA Tour 2003. 
Si è giocato a San Diego negli USA dal 28 luglio al 3 agosto 2003.

## Campionesse

### Singolare
Justine Henin-Hardenne ha battuto in finale  Kim Clijsters, 3–6, 6–2, 6–3

### Doppio
Kim Clijsters /  Ai Sugiyama hanno battuto in finale  Lindsay Davenport /  Lisa Raymond, 6–4, 7–5